# Золотарёв, Алексей Михайлович
Золотарёв Алексей Михайлович (род. 15 февраля 1960, Беловский район, Курская область) — российский политический деятель, депутат Государственной Думы VII созыва, избранный на довыборах в сентябре 2020 года.

## Биография
Родился 15 февраля 1960 года на хуторе Красный Бахмутец Беловского района Курской области.
После окончания школы переехал в Белгород, где поступил в только открытый в 1978 году филиал Полтавского кооперативного института. В 1980 год на базе филиала был создан Белгородский кооперативный институт.
Во время учёбы в вузе был призван на срочную службу на два года в Советскую армию. Служил на Дальнем Востоке. После службы продолжил обучение.
В 1984 году окончил товароведно-коммерческий факультет Белгородского кооперативного института.
Работал рыбхозе рабочим, экспедитором.
В 1986 году в 26 лет стал председателем райпотребсоюза.
В 1996 году окончил юридический факультет того же вуза, к тому времени преобразованного в Белгородскую коммерческую академию потребительской кооперации. Тогда же в 1996 году защитил диссертацию на тему «Оборачиваемость активов кооперативных организаций и резервы ее ускорения». Кандидат экономических наук.

### Глава администрации Беловского района
С 1997 года — глава администрации Беловского района Курской области.
В 2001 году вступил в партию «Единая Россия».
Должность главы администрации Беловского района занимал до 2005 года.

### В правительстве Курской области
В декабре 2005 года назначен заместителем председателя правительства Курской области Александра Зубарева. Губернатором на тот момент был Александр Михайлов. Он занимал должность с 2000 года, а в феврале 2005 года по представлению президента Путина был утверждён в должности губернатора области на новый 5-летний срок. Золотарёв курировал агропромышленный комплекс и реализацию национального проекта «Развитие АПК».
В марте 2010 года по решению президента Медведева Михайлов сохранил должность губернатора области ещё на 5 лет. В декабре 2011 года губернатор Михайлов упростил структуру региональной власти и упразднил правительство, а высшим органом исполнительной власти в регионе стала администрация Курской области. В январе 2012 года Александр Михайлов назначил Зубарева первым заместителем губернатора, а Золотарёва — заместителем губернатора.
В октябре 2018 года сменился губернатор Курской области — должность в качестве врио занял Роман Старовойт. В сентябре 2019 года он был избран на выборах. В состав новой администрации Алексей Золотарев не вошёл. На должность вице-губернатора по АПК Старовойт назначил бывшего председателя областного комитета пищевой и перерабатывающей промышленности Сергея Стародубцева.

### Агробизнес
После увольнения с госслужбы занял должность директора по развитию ООО «Псёльское», расположенного в Беловском районе.
В июне 2019 года депутат Госдумы от «Единой России» Виктор Карамышев, избранный по Сеймскому округу № 110, стал мэром города Курска. При этом он отказался от мандата депутата Госдумы. Для передачи вакантного мандата на 13 сентября 2020 года были назначены довыборы.
В апреле 2020 года Золотарёв участвовал в праймериз.
В мае 2020 года в Курской области был создан и зарегистрирован Союз сельскохозяйственных товаропроизводителей и организаций пищевой и перерабатывающей промышленности. Золотарёв стал его председателем.
Летом региональное отделение «Единой России» выдвинуло Алексея Золотарёва. В выборах он участвовал в должности председателя Союза сельскохозяйственных товаропроизводителей и организаций пищевой и перерабатывающей промышленности Курской области.

### Депутат Госдумы
| № | Одномандатный округ               | Территория | Предыдущий депутат                             | Явка            | Кандидаты           | Кандидаты        | Партия  | Результат | Результат |
| - | --------------------------------- | ---------- | ---------------------------------------------- | --------------- | ------------------- | ---------------- | ------- | --------- | --------- |
| 1 | Сеймский № 110 ( Курская область) |            | В. Н. Карамышев (Единая Россия) до 9 июля 2019 |                 |                     | А. Н. Бобовников | КПРФ    | 25 650    | 14,59 %   |
| 1 | Сеймский № 110 ( Курская область) |            | В. Н. Карамышев (Единая Россия) до 9 июля 2019 | А. В. Вакарев   | Коммунисты России   | 11 388           | 6,48 %  |           |           |
| 1 | Сеймский № 110 ( Курская область) |            | В. Н. Карамышев (Единая Россия) до 9 июля 2019 | А. М. Золотарев | Единая Россия       | 108 523          | 61,73 % |           |           |
| 1 | Сеймский № 110 ( Курская область) |            | В. Н. Карамышев (Единая Россия) до 9 июля 2019 | А. А. Куракин   | Справедливая Россия | 15 727           | 8,95 %  |           |           |
| 1 | Сеймский № 110 ( Курская область) |            | В. Н. Карамышев (Единая Россия) до 9 июля 2019 | А. Ю. Томанов   | ЛДПР                | 14 508           | 8,25 %  |           |           |